# Cymatosyrinx parciplicata
Cymatosyrinx parciplicata là một loài ốc biển, là động vật thân mềm chân bụng sống ở biển trong họ Drilliidae.

## Tham khảo

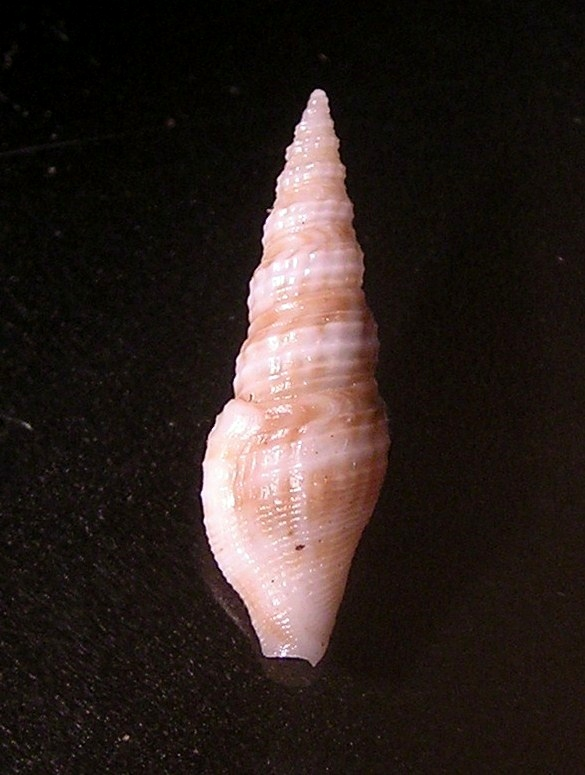
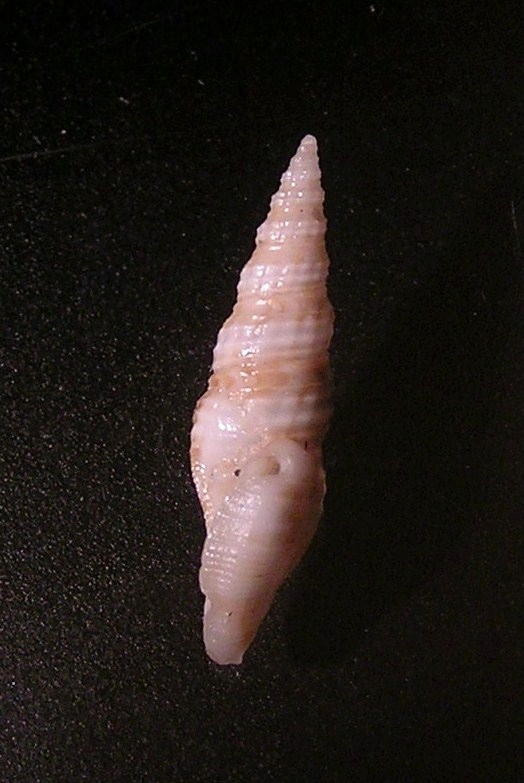